# 아로자
아로자(독일어: Arosa)는 스위스 그라우뷘덴주에 위치한 도시로, 면적은 42.53 km2, 높이는 1,775m, 인구는 2,251명(2010년 기준), 인구 밀도는 53명/km2이다.
13세기부터 사람이 정착하면서 살았으며 1330년 문헌에 처음 등장했다. 원래는 로만슈어를 사용하는 사람들이 살던 곳이었지만 1300년 이후부터 독일어를 사용하는 다보스 출신 민족인 발저인(Walser)이 정착했다. 1851년 이전까지는 다보스에 속했다. 주요 산업은 관광업이며, 스키 리조트로 유명한 도시이다.

## 역사
아로자는 1330년경에 Araus로 처음 언급되었다. 1383 년에 그것은 Orossen으로 언급되었고, 1428년에는 아로자로 처음 언급되었다.
최초의 알려진 정착지는 13세기부터이다. 1300년 이후 아로자 독일어를 사용하는 발저인 정착민들이 다보스에서 와서 원래의 로만슈어를 사용하는 주민들을 대체했다. 다음 세기 동안 이 마을에는 고산 목초지 경제가 있었다. 1851년까지는 정치적으로 다보스 자치제의 일부였다. 아로자는 1883년 독일 의사에 의해 건강 휴양지로 설립되었으며, 1888년에 최초의 요양원이 문을 열었다. 1900년부터 겨울 휴양지로 점차 발전했다. 1938년에 최초의 스키 리프트가 건설되었고, 1956년에 바이스호른 케이블카가 개통되었으며, 추가 로프와 체어 리프트가 이어졌다.

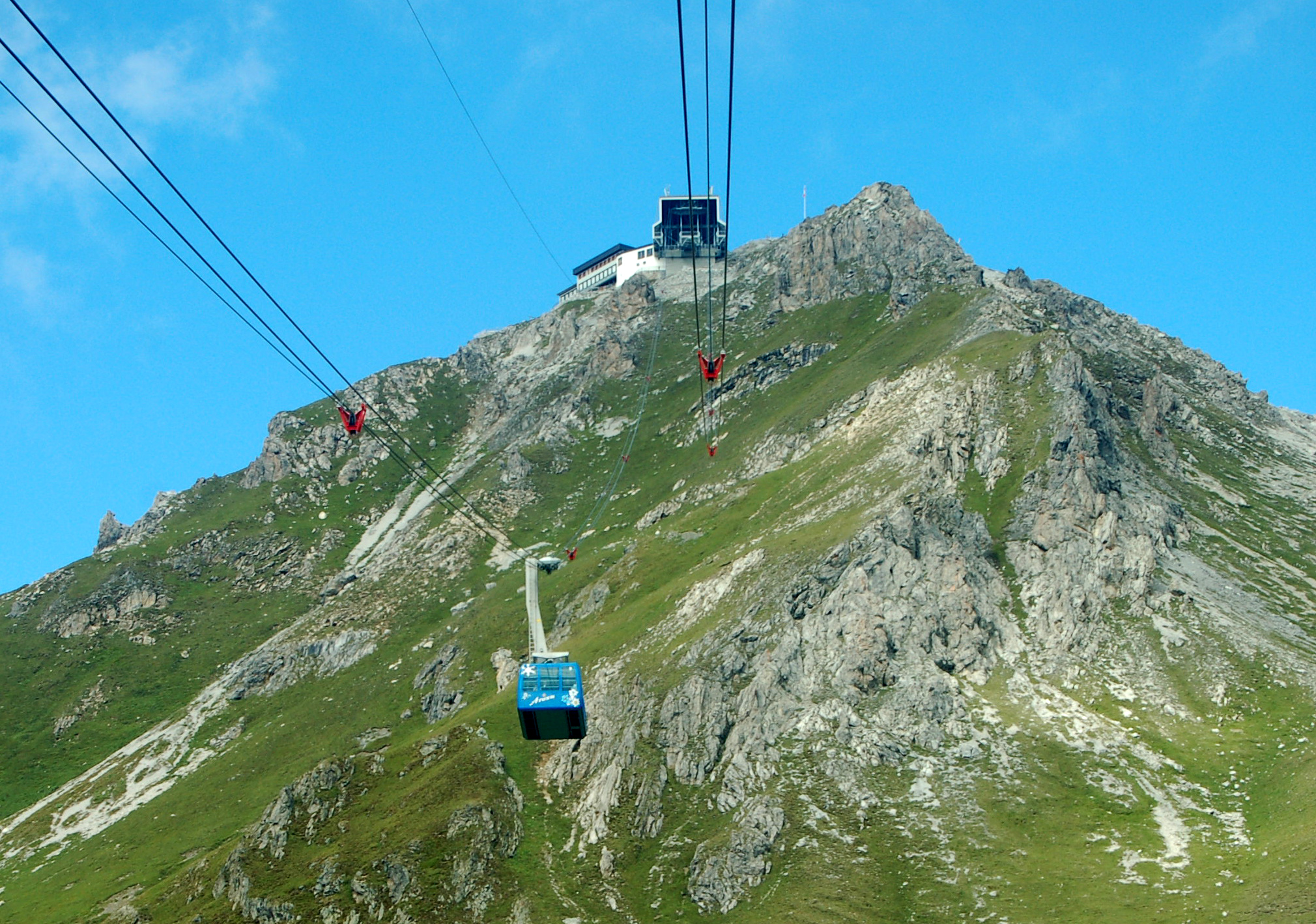
아로저 바이스호른

1851년 아로자는 다보스의 지자체에서 분리되었다.
스위스에서의 스키는 셜록 홈즈 시리즈의 작가인 아서 코난 도일 경의 도움을 받았다. 스포츠맨 코난 도일은 다보스에서 겨울을 보내고 있었다. 오락을 위해 그는 노르웨이에서 스키 ‘보드’를 주문하고 두 명의 현지 가이드와 함께 산을 하이킹했다. 그런 다음 그들은 아로자로 스키를 타고 내려와 아로자 최초의 호텔인 현지 여관인 제호프(Seehof)에서 오찬을 하며 여행을 마쳤다. 코난 도일은 1894년 영국 잡지 더 스트랜드(The Strand)에서 그의 선구적인 다보스/아로자 스키 모험에 대해 썼고, 이 이야기는 영국 스키어들을 스위스로 끌어들였다.
에르빈 슈뢰딩거는 1925년 크리스마스에 아로자에서 휴가를 보내다가 파동 역학의 획기적인 발견을 했다.
1933년 토마스 만은 스위스 망명 첫 주 동안 아로자에 머물렀다.
1939년 영화 오버 더 문(Over the Moon, 1937-9 촬영)에는 기차역과 스키 리조트 지역의 짧은 테크니컬러 외부 샷이 있었다.
1940년 2월 20일, 독일의 하살(Hassall)은 아로자에서 영국인 제임스 론스데일 브라이언스와 만나 집권 독일의 나치 아돌프 히틀러를 타도할 계획을 세웠다.
런던 시네마 박물관은 1959년 리조트의 영화를 보유하고 있다.

## 지리
아로자 지자체의 면적은 42.6k㎡이다. 이 중 42%는 농업에 사용되고 15.2%는 산림이다. 3.1%는 정착지(건물과 도로)이고, 나머지(39.7%)는 1차 산업을 구성하는 관광객을 유치하는 강, 빙하 및 산을 포함한다.
2017년 이전에 시정촌은 플레수르 지방의 샨피그(Schanfigg) 하위 지구에 있었고, 그 날짜 이후에는 플레수르 지방의 일부였다. 바이스호른 산맥의 남동쪽 경사면에 위치한 아로자 타운은 아로저 바이스호른(2,653m) 기슭의 샨피그 계곡 상단에 있다. 이너아로자, 도르프-오버제, 운터제 및 마란-프레츨리의 해발 고도가 1,690 및 1,950m인 지역이 인접해 있다.
아로자의 중심에 있는 두 개의 호수는 오버제(상류 호수)와 운터제(하류 호수)이다. 마을의 기차역은 쿠어의 지선 끝에 있다.

## 기후
아로자는 짧고 시원한 여름과 긴 추위가 있지만 심하게 추운 겨울은 아닌 알래스카 밸디즈(Valdez)와 유사한 아극 기후(쾨펜 : Dfc)를 경험한다. 강수량은 일년내내 풍부하고 강설량도 많으며 연간 총계는 평균 723cm이다.
1961년에서 1990년 사이에 아로자는 연간 평균 147일의 강우량이 있었고 평균 강수량은 1,335mm였다. 가장 습한 달은 8월로 평균 강우량이 159mm이고, 평균 강우량이 14.5일이다. 강수량이 가장 많은 달은 6월로 15.6일이었지만 강수량은 147mm에 불과했다. 일년 중 가장 건조한 달은 2월로 14.5일 동안 강수량이 75mm였다.
| 아로자 (1981-2010)의 기후 | 아로자 (1981-2010)의 기후 | 아로자 (1981-2010)의 기후 | 아로자 (1981-2010)의 기후 | 아로자 (1981-2010)의 기후 | 아로자 (1981-2010)의 기후 | 아로자 (1981-2010)의 기후 | 아로자 (1981-2010)의 기후 | 아로자 (1981-2010)의 기후 | 아로자 (1981-2010)의 기후 | 아로자 (1981-2010)의 기후 | 아로자 (1981-2010)의 기후 | 아로자 (1981-2010)의 기후 | 아로자 (1981-2010)의 기후 |
| 월                        | 1월                       | 2월                       | 3월                       | 4월                       | 5월                       | 6월                       | 7월                       | 8월                       | 9월                       | 10월                      | 11월                      | 12월                      | 연간                      |
| ------------------------- | ------------------------- | ------------------------- | ------------------------- | ------------------------- | ------------------------- | ------------------------- | ------------------------- | ------------------------- | ------------------------- | ------------------------- | ------------------------- | ------------------------- | ------------------------- |
| 일평균 최고 기온 °C (°F)  | −0.3 (31.5)               | 0.1 (32.2)                | 2.6 (36.7)                | 5.5 (41.9)                | 10.7 (51.3)               | 14.1 (57.4)               | 16.8 (62.2)               | 16.2 (61.2)               | 12.6 (54.7)               | 9.2 (48.6)                | 3.1 (37.6)                | 0.2 (32.4)                | 7.6 (45.7)                |
| 일일 평균 기온 °C (°F)    | −3.4 (25.9)               | −3.6 (25.5)               | −1.5 (29.3)               | 1.5 (34.7)                | 6.4 (43.5)                | 9.5 (49.1)                | 11.9 (53.4)               | 11.5 (52.7)               | 8.3 (46.9)                | 5.3 (41.5)                | −0.1 (31.8)               | −2.7 (27.1)               | 3.6 (38.5)                |
| 일평균 최저 기온 °C (°F)  | −6.1 (21.0)               | −6.6 (20.1)               | −4.5 (23.9)               | −1.6 (29.1)               | 2.9 (37.2)                | 5.8 (42.4)                | 8.2 (46.8)                | 8.2 (46.8)                | 5.3 (41.5)                | 2.4 (36.3)                | −2.6 (27.3)               | −5.3 (22.5)               | 0.5 (32.9)                |
| 평균 강수량 mm (인치)     | 86 (3.4)                  | 79 (3.1)                  | 92 (3.6)                  | 96 (3.8)                  | 119 (4.7)                 | 152 (6.0)                 | 163 (6.4)                 | 170 (6.7)                 | 124 (4.9)                 | 88 (3.5)                  | 106 (4.2)                 | 90 (3.5)                  | 1,365 (53.7)              |
| 평균 강설량 cm (인치)     | 115.9 (45.6)              | 101.3 (39.9)              | 109.1 (43.0)              | 92.7 (36.5)               | 32.9 (13.0)               | 12.1 (4.8)                | 2.4 (0.9)                 | 3.4 (1.3)                 | 12.3 (4.8)                | 36.3 (14.3)               | 97.5 (38.4)               | 106.7 (42.0)              | 722.6 (284.5)             |
| 평균 강수일수 (≥ 1.0 mm)  | 11.2                      | 9.7                       | 12.5                      | 12.4                      | 13.7                      | 15.1                      | 13.8                      | 13.9                      | 11.0                      | 9.4                       | 11.7                      | 11.3                      | 145.7                     |
| 평균 강설일수 (≥ 1.0 cm)  | 12.9                      | 11.6                      | 13.5                      | 11.4                      | 4.6                       | 1.8                       | 0.5                       | 0.5                       | 2                         | 4.5                       | 11.1                      | 13.2                      | 87.6                      |
| 평균 상대 습도 (%)        | 69.4                      | 70.6                      | 72.3                      | 75.4                      | 76.8                      | 76.6                      | 74.9                      | 76.8                      | 75.8                      | 68.0                      | 69.4                      | 69.2                      | 72.9                      |
| 평균 월간 일조시간        | 108                       | 115                       | 138                       | 141                       | 159                       | 159                       | 195                       | 181                       | 153                       | 142                       | 99                        | 87                        | 1,676                     |
| 출처: MeteoSwiss          |                           |                           |                           |                           |                           |                           |                           |                           |                           |                           |                           |                           |                           |

## 인구 통계

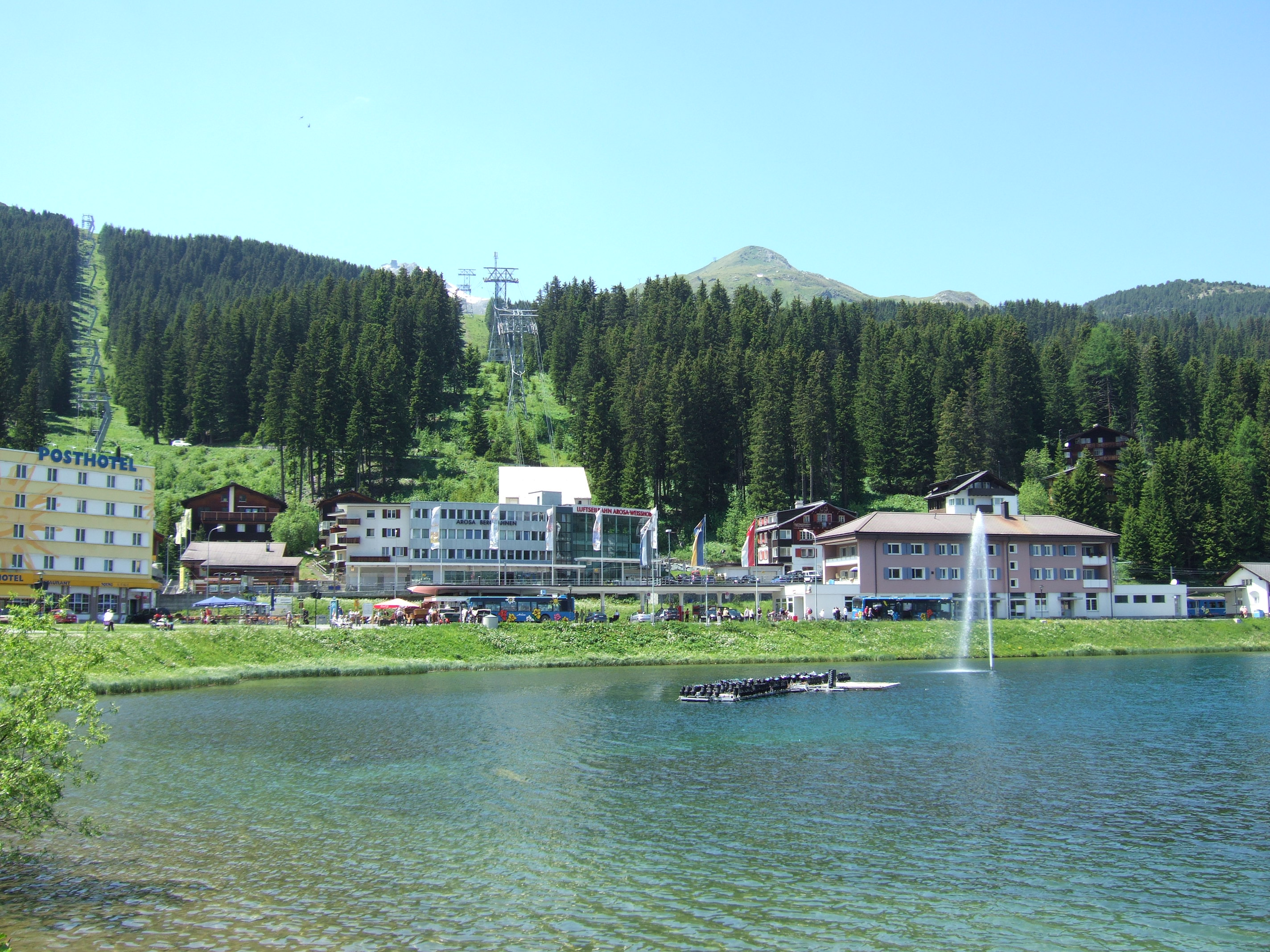
오버제 옆의 아로사역과 케이블카

아로자의 연중 인구(2020년 12월 기준)는 3,162명이다.  2008년 현재 전체 인구의 22.0%가 외국인이다.  지난 10년 동안 인구는 9.8% 감소했지만 계절에 따라 1월 약 4600명에서 5월 약 2500명으로 변동한다.
대부분의 인구(2000년 기준)는 독일어(79.8%)를 사용하며, 포르투갈어가 두 번째로 많이 사용되는 언어(7.3%)이고, 이탈리아어가 세 번째로 많이 사용되는 언어(4.1%)이다.
2000년 기준으로 남성이 51.1%, 여성이 48.9%였다. 2000년 현재 아로자의 연령 분포는 다음과 같다. 0~9세 7.0%; 3.2%는 10~14이다. 4.5%는 15세에서 19세 사이이다. 26.2%는 20세에서 29세 사이이다. 18.0%는 30~39세, 14.5%는 40~49세, 11.6%는 50~59세이다. 60~69세는 7.0%, 70~79세는 4.9%, 80세에서 89세가 2.3%, 90세에서 99세까지 0.6%가 있다.
2007 년 연방 선거에서 가장 인기 있는 정당은 45%의 득표율을 기록한 SVP였다. 다음으로 가장 인기 있는 세 정당은 FDP (24.7%), SP (17%), CVP (12%)였다.
아로자에서는 25-64세 인구의 약 70.3%가 비필수 고등교육 또는 추가 고등교육(대학 또는 응용학문대학)을 완료했다.
2000년 인구 조사 에 따르면 1,140 또는 41.1%가 로마 가톨릭 신자이고, 1,150 또는 41.5%가 스위스 개혁 교회에 속해 있다. 109명(인구의 약 3.9%)이 정교회에 속해 있고, 17명(인구의 약 0.6%)이 다른 기독교 교회에 속해 있다. 나머지는 다른 종교에 속하거나 특정 종교를 지정하지 않았다.
역사적 인구는 다음의 표와 같다:
| 연도      | 인구   |
| --------- | ------ |
| 1550–1750 | c. 125 |
| 1850      | 52     |
| 1900      | 1,071  |
| 1930      | 3,466  |
| 1941      | 1,980  |
| 2000      | 2,771  |

## 관광

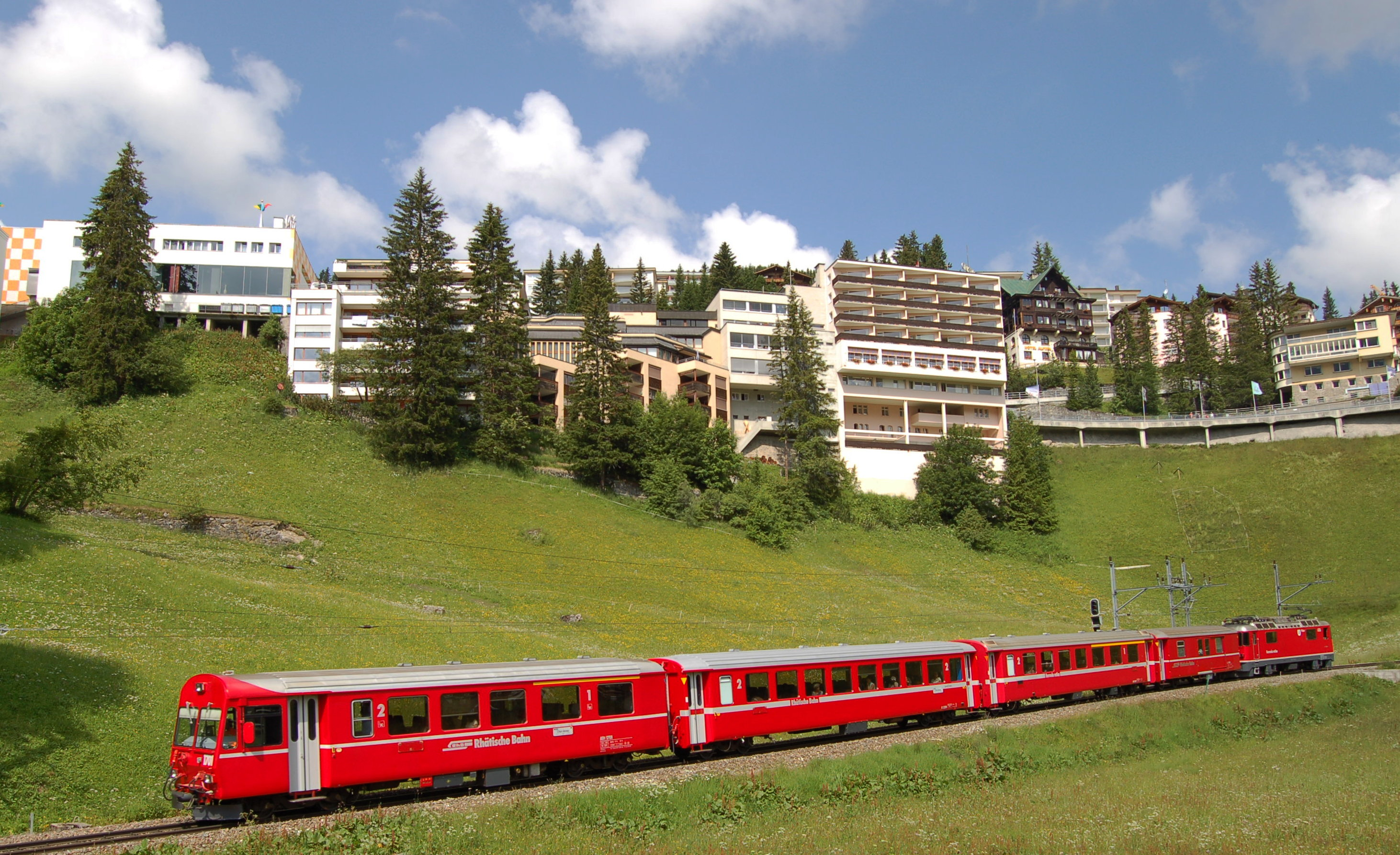
아로자를 통과해 여행하는 래티셰 철도

아로자에는 잘 알려져 있고 안전한 스키 지역이 있으며 60km 이상의 슬로프를 자랑한다.
주요 산업은 관광이다. 4287개의 게스트 침대가 있다. 아로자의 실업률은 1.32%이다. 2005년 현재 1차 경제 부문에 고용된 사람은 4명에 불과하고, 이 부문에 종사하는 기업은 2개 정도이다. 308명이 2차 부문에 고용되어 있고, 이 부문에 30개의 기업이 있다. 1,202명이 3차 부문 에 고용되어 있으며, 이 부문에는 185개의 기업이 있다.

### 국가중요문화재

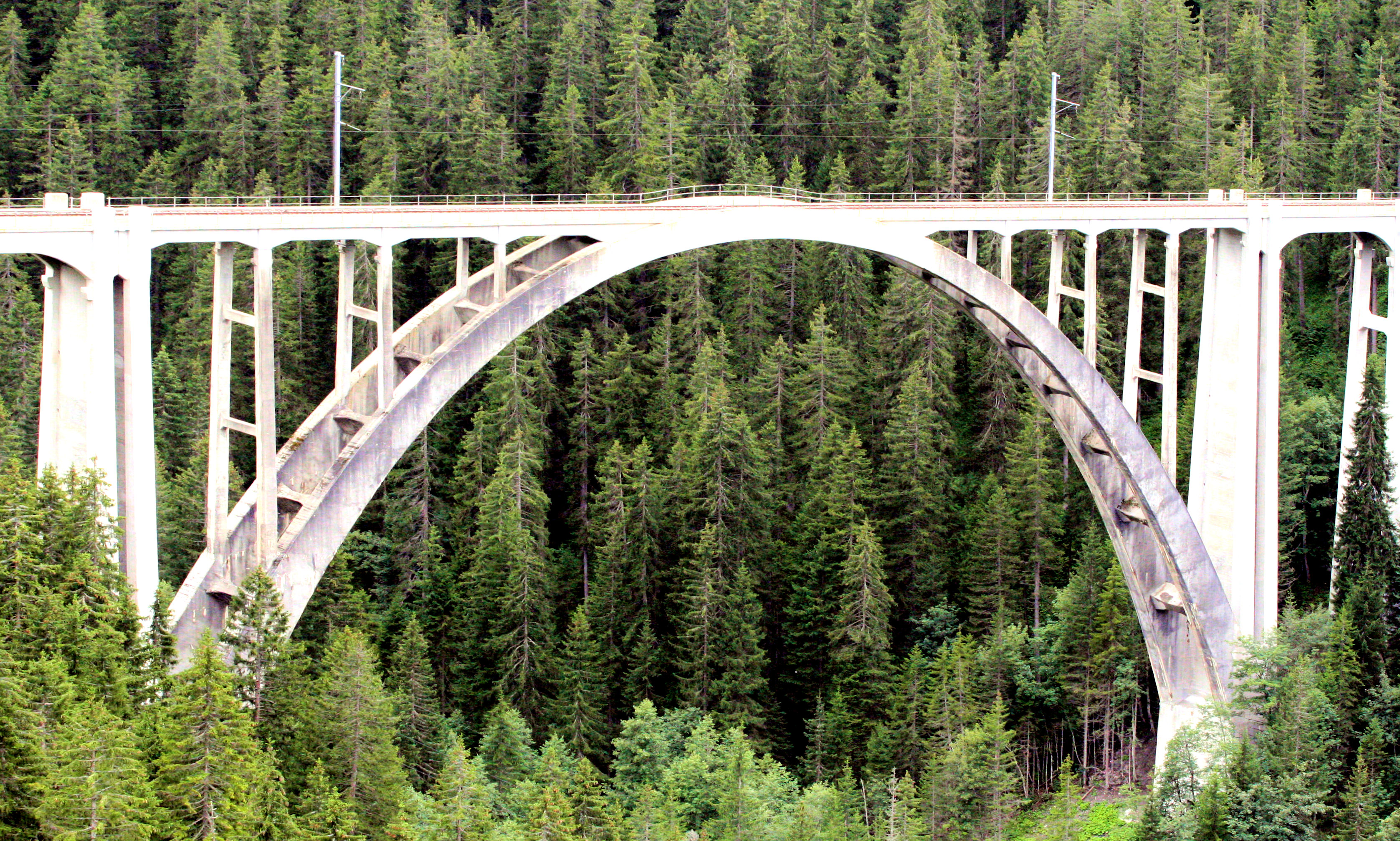
랑비스 근처의 랑비저 고가교

선사 시대 후기 로마 및 중세 초기 정착지인 카스티엘 근처의 카르슐링 고고학 유적지와 래티셰 철도의 랑비저 고가교는 국가적으로 중요한 스위스 문화유산으로 등재되어 있다. 메더겐, 자퓐(Sapün) 및 슈트라스베르크(Strassberg)의 작은 마을은 모두 스위스 유산 목록의 일부이다.

## 교통
아로자역은 1914년에 개통된 래티셰 철도의 쿠어–아로자선의 종점이다. 1997년부터 2007년까지 이 노선에서 특별 관광 열차인 아로자 익스프레스가 운행되었다.
아로자 철도 위를 달리고 1890년에 완성된 샨피거슈트라세는 약 1880m에서 이너로자의 에가후우스에서 끝난다.
래티셰 철도는 쿠어-아로자 철도에서 쿠어까지 자주 운행하는 열차 서비스를 제공한다.

## 사진

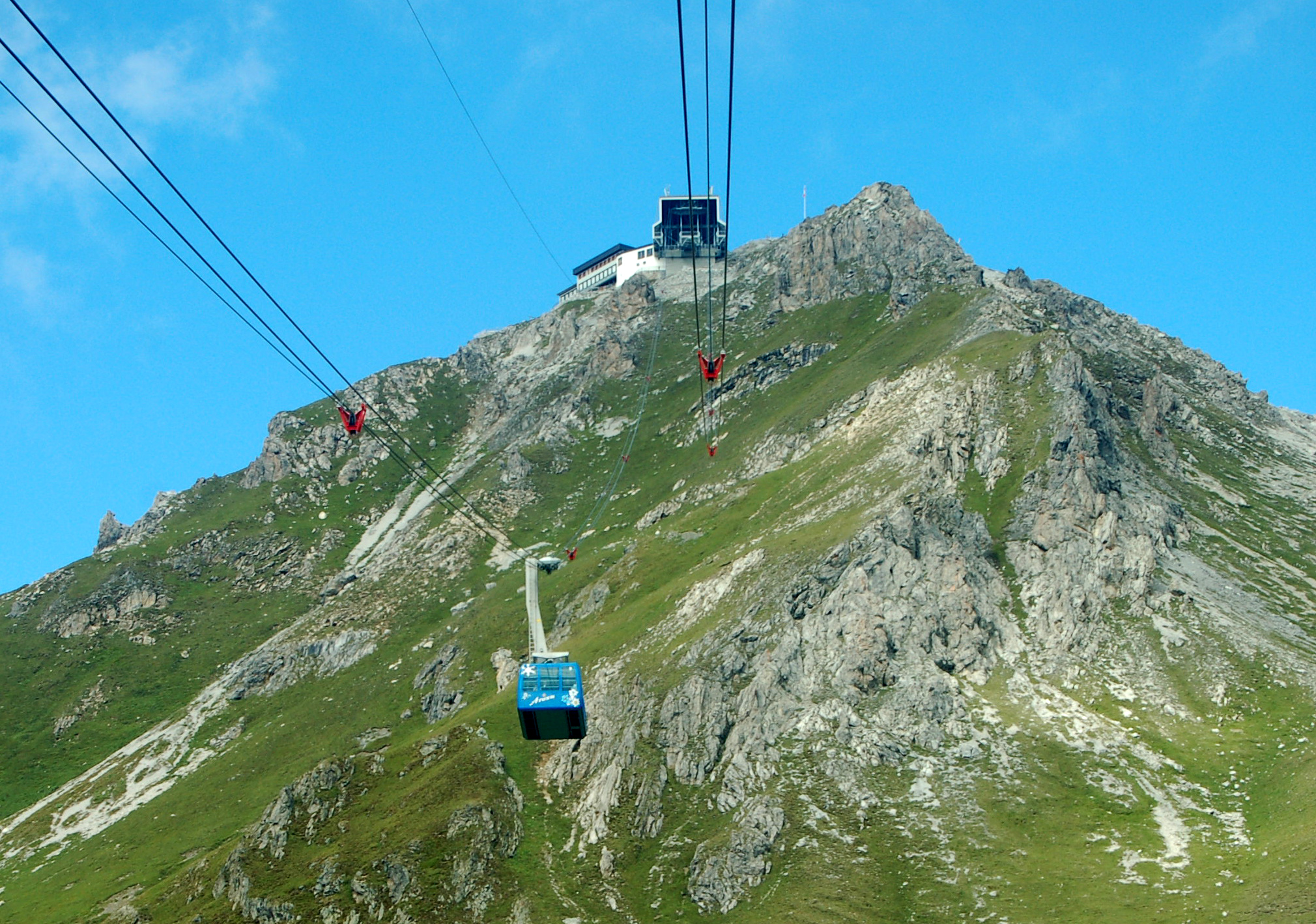
아로자바이스호른 산
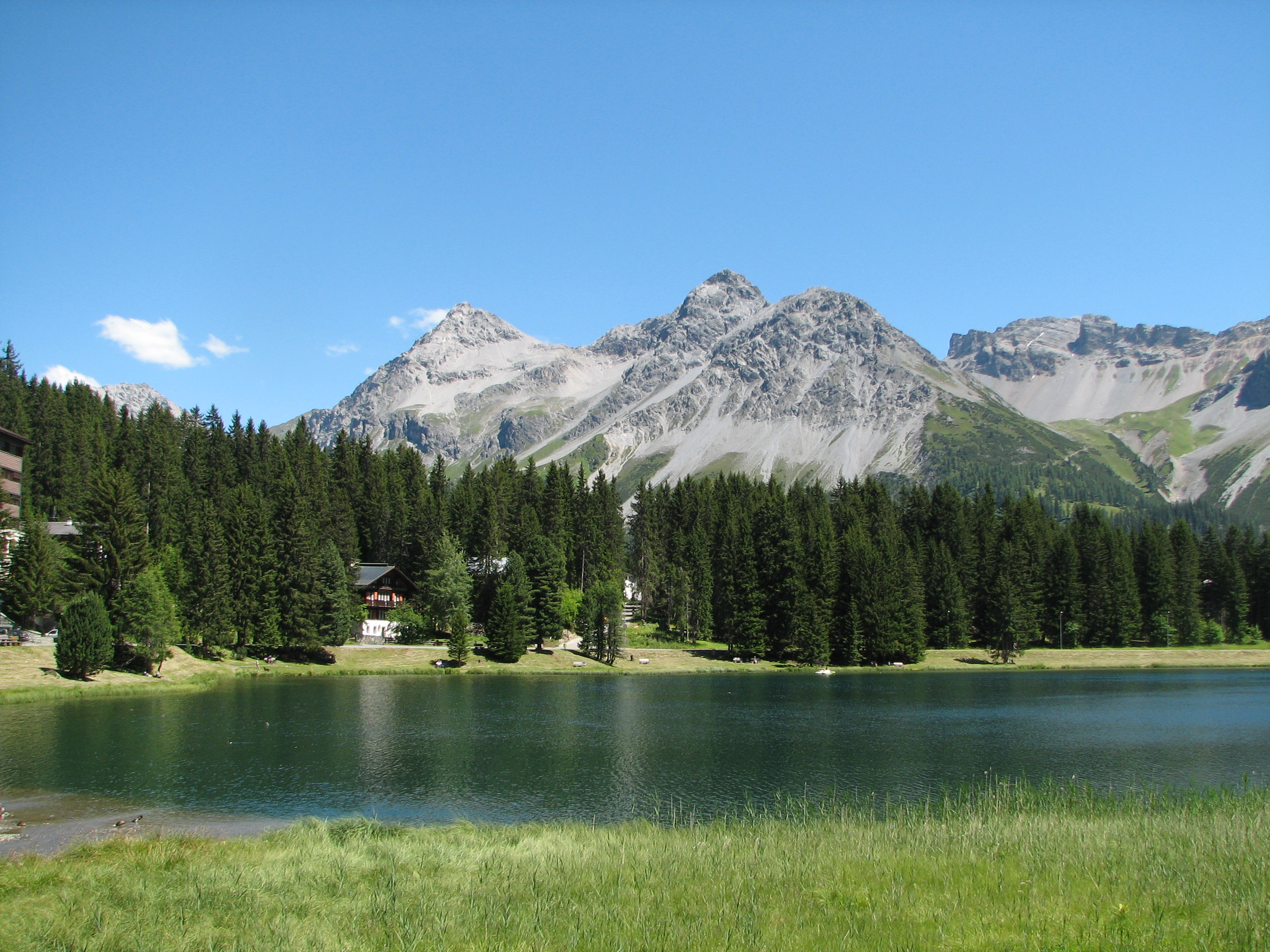
오버 호

## 자매 도시
- 일본 난토시